# Rito sírio ocidental

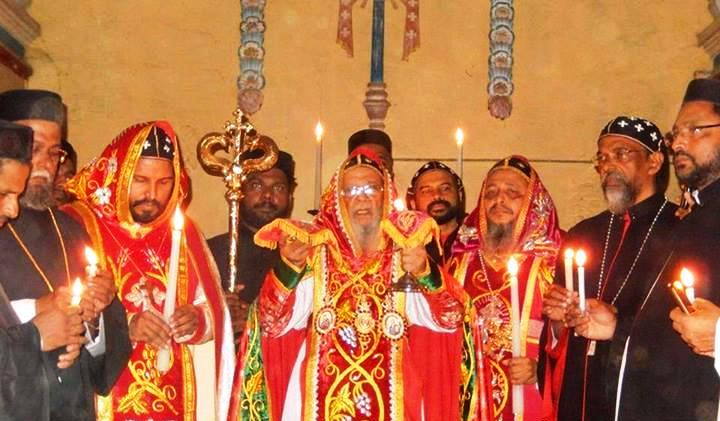
Divina liturgia segundo o rito sírio ocidental, celebrado pela Igreja Síria Jacobita Cristã

O rito sírio ocidental é um rito ou família de ritos utilizado por parte dos herdeiros da tradição do cristianismo sírio e do antigo rito antioquino. É um rito excepcionalmente conservador, remetendo a documentos tão antigos quanto as Constituições Apostólicas, os escritos de São João Crisóstomo quando este foi presbítero em Antioquia e a catequese de Teodoro de Mopsuéstia, e utiliza precipuamente as recensões ocidentais da língua siríaca. Pelo papel de Jacó Baradeu em separar a hierarquia anticalcedoniana que preservou o rito em sua forma mais pura, a praticada pela Igreja Ortodoxa Síria (assim como sua derivada, a Igreja Católica Síria), é também chamado rito jacobita.
A Igreja Católica Maronita pratica uma variante latinizada do rito sírio ocidental, chamada rito maronita, cujo idioma é hoje quase exclusivamente o árabe. Sua latinização e isolamento o diferenciaram muito com o tempo, mas há uma tendência de reaproximação ao longo dos últimos séculos. O rito malankara é uma variante mais próxima, e usa como idioma principal hoje o malaiala. Deriva da introdução tardia do rito sírio ocidental entre os cristãos de São Tomé que resistiram à criação da Igreja Católica Siro-Malabar, e, à parte do idioma, é bastante conservador. À parte da Igreja Síria Caldeia, derivada da católica siro-malabar, o rito malankara é utilizado por todas grandes denominações dos cristãos de São Tomé.
O rito sírio ocidental é o rito com o maior número de anáforas.